# Monument à Mossèn Jacint Verdaguer
Le monument à Mossèn Jacint Verdaguer, populairement Le cuervo ou La palmatòria, est un monument de style noucentiste projeté par l'architecte Josep Maria Pericas et couronné d'une statue de bronze du sculpteur Joan Borrell i Nicolau, représentant le poète catalan Jacint Verdaguer. Llucià Oslé et Miquel Oslé sont les auteurs de la frise entourant le monument, allusifs à plusieurs poèmes de Verdaguer. Le monument se situe sur la place Mossèn Jacint Verdaguer, au carrefour du Passeig de Sant Joan et de l'avenue Diagonale.
Le monument est classé Bien Culturel d'Intérêt Local.

## Monument
Le monument est formé par une colonne de pierre de Montjuic de vingt mètres de hauteur. Sur la partie supérieure est placée la figure du poète, réalisée en bronze par Joan Borrell i Nicolau.
La colonne est entourée par une balustrade circulaire en pierre. Aux trois côtés de la rambarde se trouvent trois figures allégoriques en pierre représentant la poésie épique (représentée par une femme se couvrant d'un bouclier) ; la poésie populaire (une femme versant de l'eau d'un petit pot) ; et la poésie mystique (une femme touchant une lyre), œuvre aussi de Joan Borrell i Nicolau. La frise compte six sculptures de 2 mètres sur 6 des frères Miquel Oslé (1879-1960) et Lucien Oslé (1880-1951). Dans la balustrade sont plantés des cyprès et d'autres éléments végétaux qui ornent la pierre,.

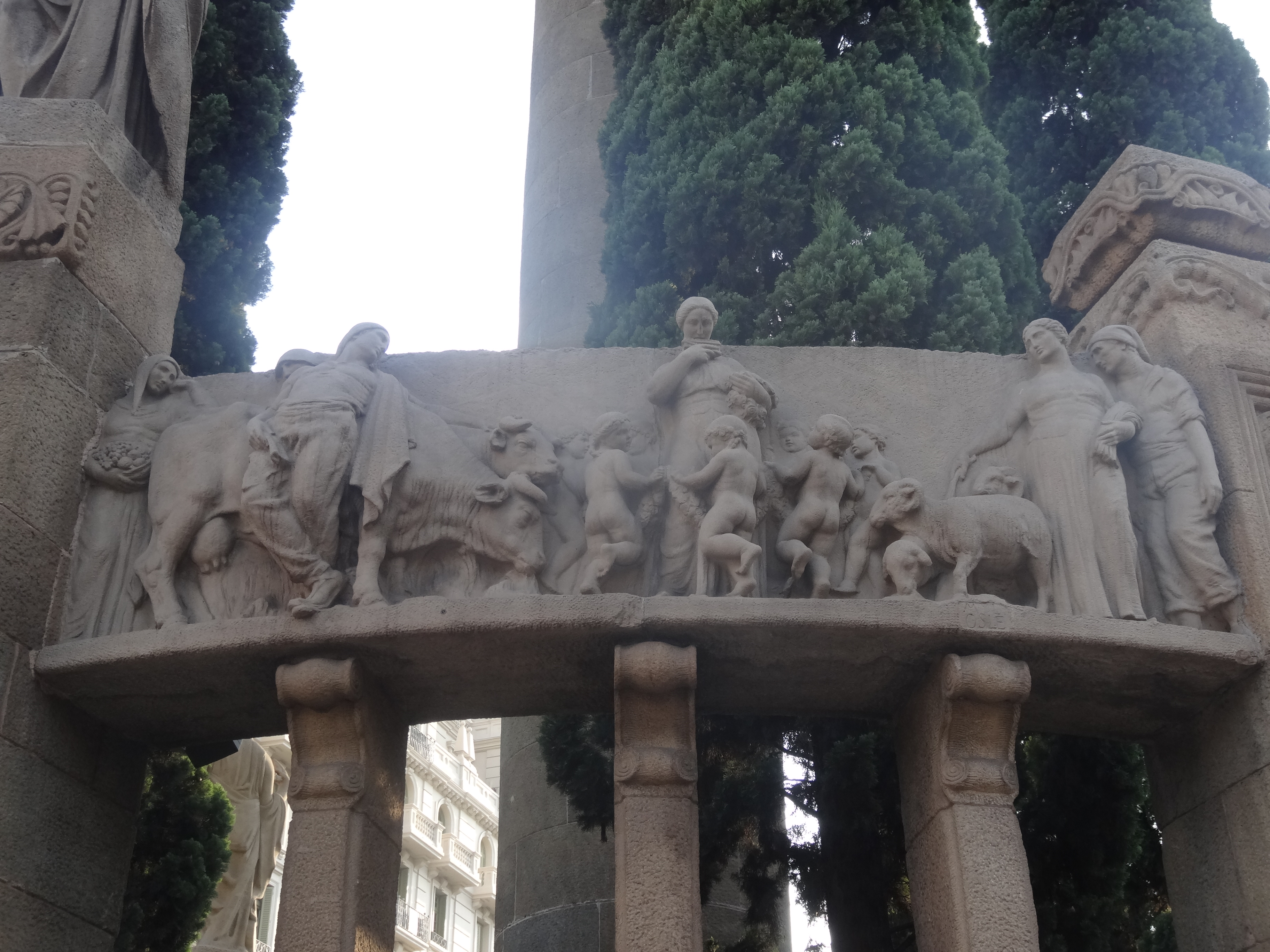
Frise - Pastorale idyllique (poésie populaire)
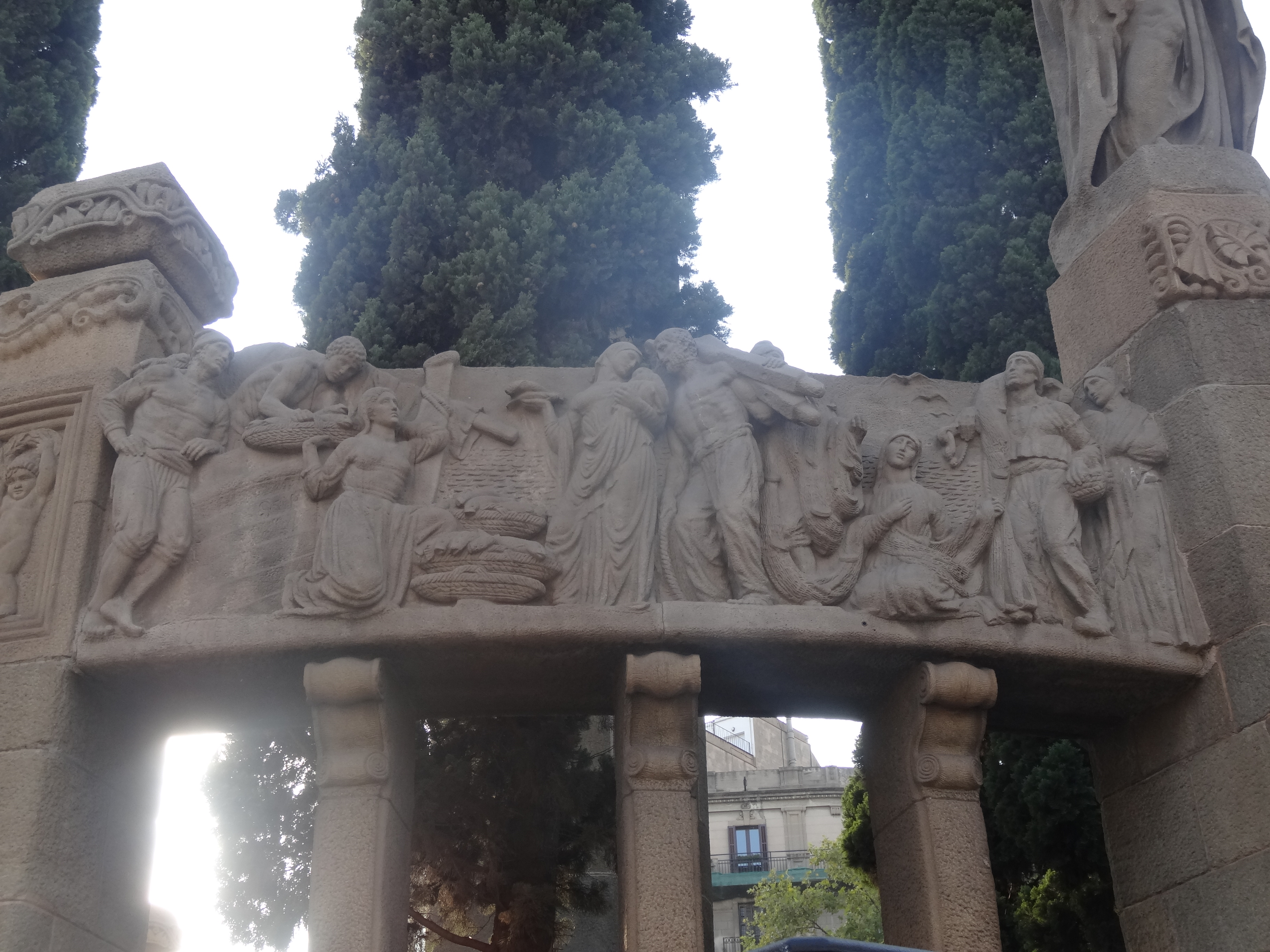
Frise - Scène (poésie populaire)
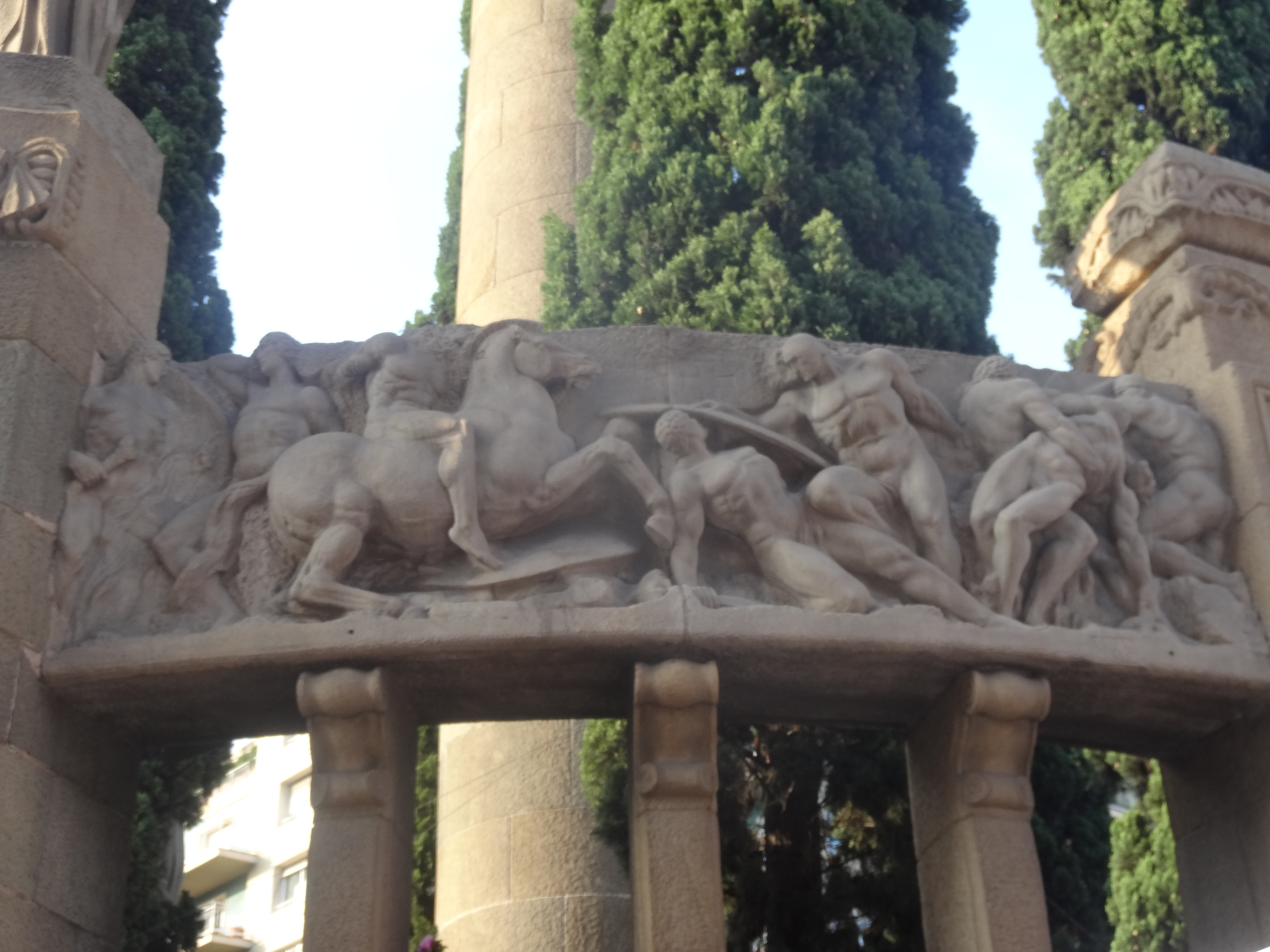
Frise - Scène de lutte entre cavaliers et guerriers (poésie épique)
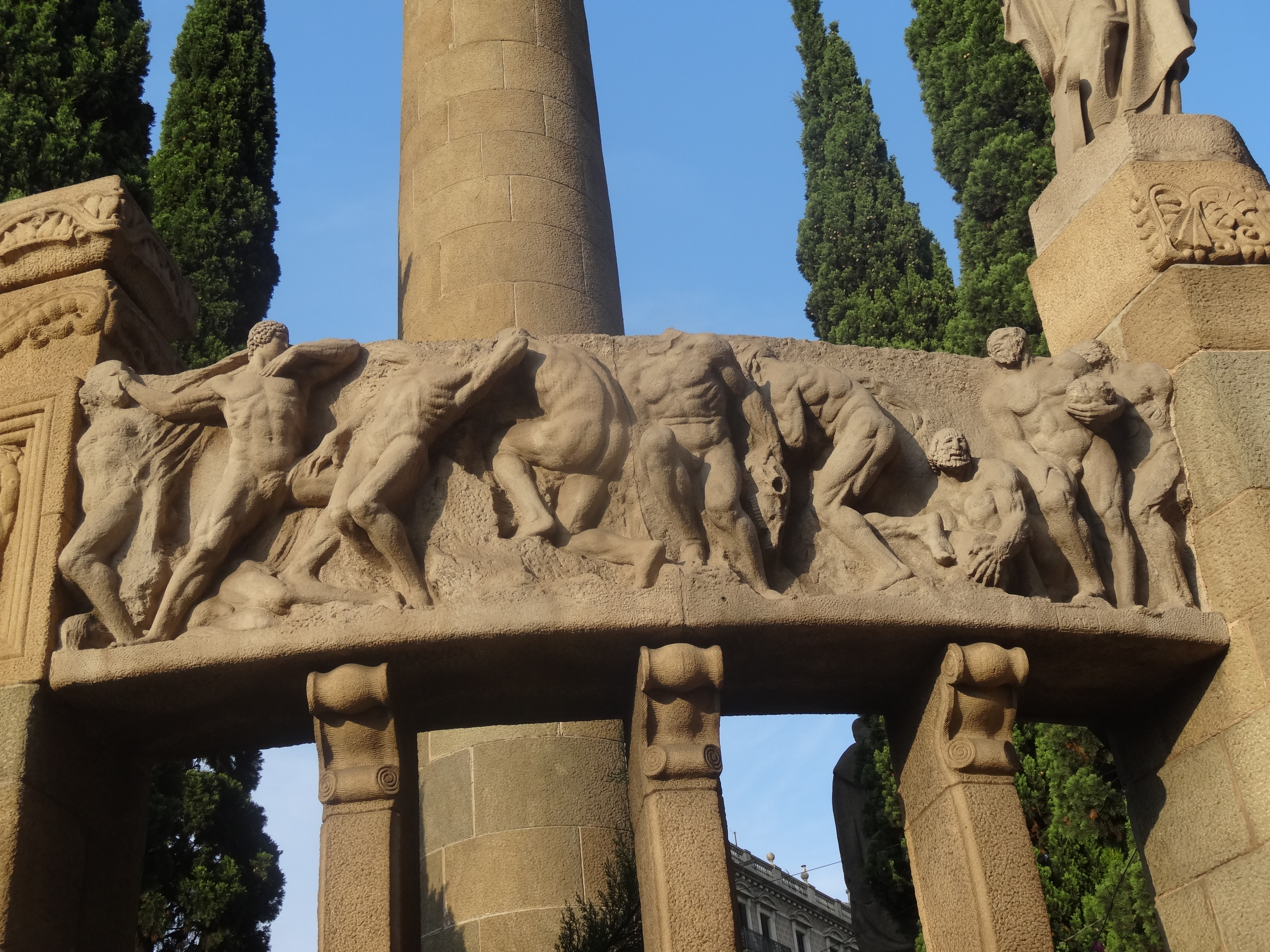
Frise - Scène de lutte entre guerriers (poésie épique)
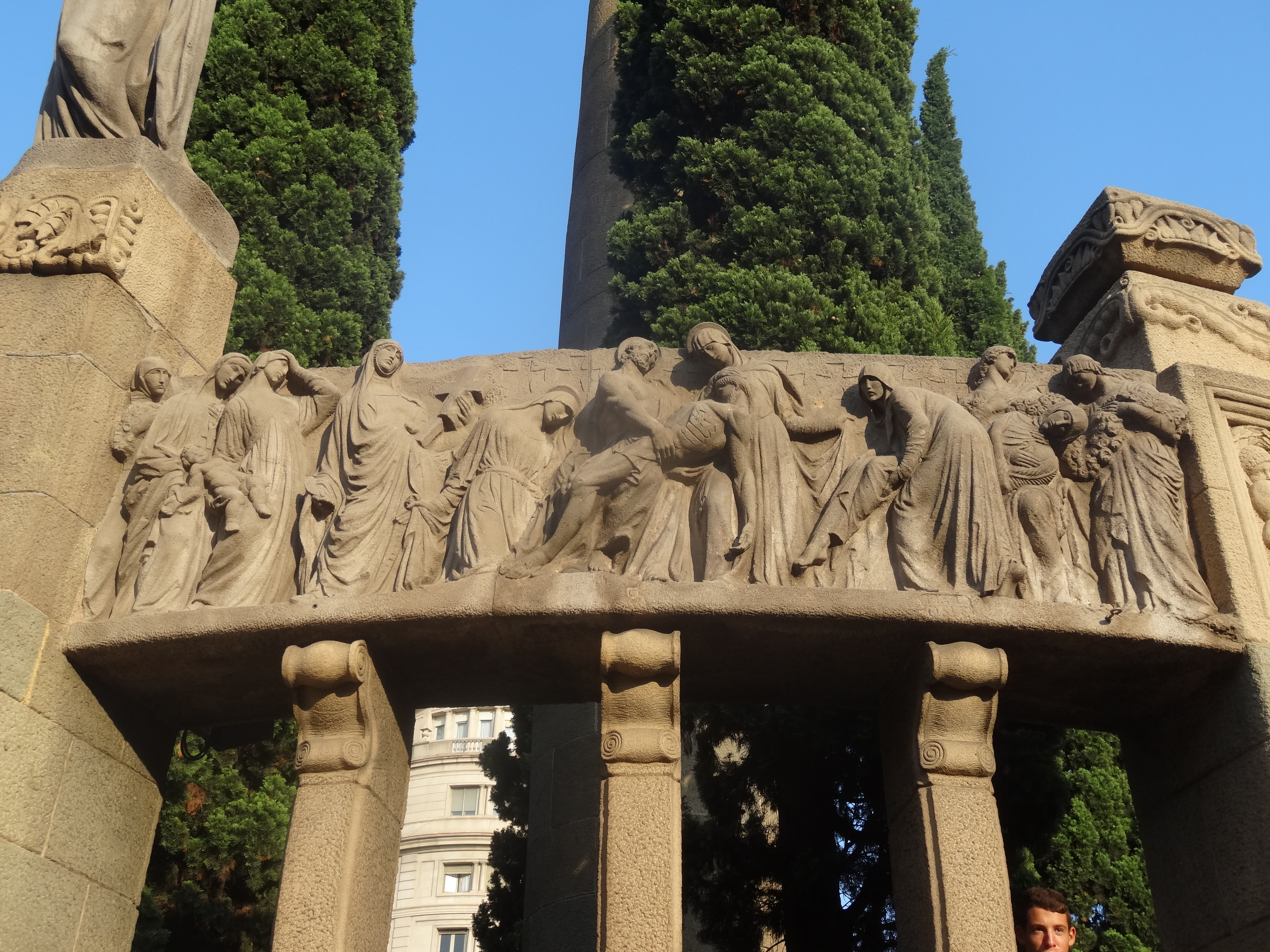
Frise - Scène de la Via Crucis, le portement de la croix (poésie mystique)
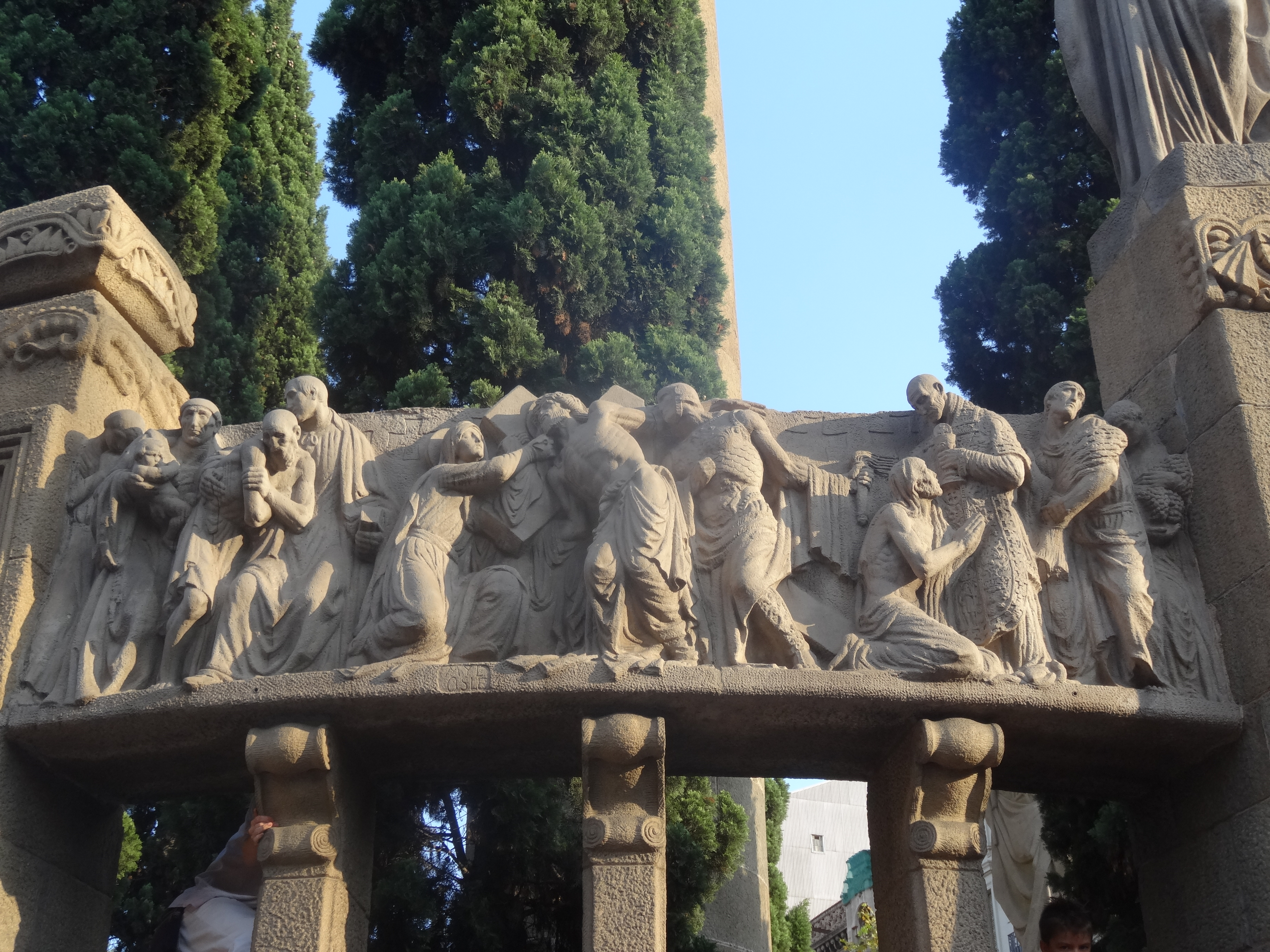
Frise - Scène de la Via Crucis, la montée au Calvaire (poésie mystique)

## Histoire
Après la mort de Jacint Verdaguer le 10 juin 1902, la Députation de Barcelone proposa l'érection d'un monument au poète, par souscription publique, afin de rendre hommage à un écrivain catalan de premier ordre. Le 20 novembre 1902 la décision est prise d'ériger un monument en son honneur. Le concours public n'a cependant commencé que près de 10 ans plus tard en raison de divers désaccords.
Les travaux de construction commencèrent le 29 mai 1914, mais le quartier étant peu urbanisé, et la complexité des fondations ont repoussé l'inauguration officielle au 14 mai 1924. À l'inauguration officielle assistèrent le dictateur Primo de Rivera, le roi Alphonse XIII, le président de la Fédération du moment Alfons Sala, le maire de Barcelone et la famille de Verdaguer, son neveu Jacint Llusà i Verdaguer. Parallèlement à l'inauguration, les intellectuels catalans, opposés à la manipulation et à la récupération de Verdaguer par le régime, et menés par le dramaturge Àngel Guimerà, boycottèrent l'acte officiel et ils rendirent hommage à la tombe du poète.